# Championnat de France de football 1944-1945
Navigation
Championnat de guerre 1943-1944 Division 1 1945-1946
Le championnat de France de football 1944-1945 est le dernier championnat dit "de guerre".
Le système des équipes régionales du régime de Vichy est abandonné avec la Libération et les clubs professionnels retrouvent leurs joueurs et leur statut professionnel. La confusion de la saison de la Libération et l'impossibilité pour les clubs de l'Est d'y prendre part (combats obligent) expliquent le reclassement de cette compétition comme le dernier des championnats « de guerre ». Même dans les zones libérées, les transports sont très difficiles, car les réseaux ferroviaires et routiers sont très endommagés. Il y aura tout de même une finale remportée par le FC Rouen. La vraie compétition reprendra la saison suivante.

## Les 24 participants
| \| Le Havre AC US Le Mans RC Lens Lille OSC RC Paris Red Star Olympique Stade de Reims Stade rennais UC Excelsior AC Roubaix FC Rouen Stade-Capitale US Valenciennes-Anzin Olympique Alès FC Girondins de Bordeaux AS Cannes Stade clermontois Lyon OU Olympique de Marseille SO Montpellier OGC Nice Nîmes Olympique AS Saint-Étienne FC Sète Toulouse FC \| Localisation des clubs engagés dans le championnat : · Groupe Nord · Groupe Sud |
| Le Havre AC US Le Mans RC Lens Lille OSC RC Paris Red Star Olympique Stade de Reims Stade rennais UC Excelsior AC Roubaix FC Rouen Stade-Capitale US Valenciennes-Anzin Olympique Alès FC Girondins de Bordeaux AS Cannes Stade clermontois Lyon OU Olympique de Marseille SO Montpellier OGC Nice Nîmes Olympique AS Saint-Étienne FC Sète Toulouse FC                                                                                       |

| Groupe Nord - Le Havre AC - US Le Mans - RC Lens - Lille OSC - RC Paris - Red Star Olympique - Stade de Reims - Stade rennais UC - Excelsior AC Roubaix - FC Rouen - Stade-Capitale - US Valenciennes-Anzin | Groupe Sud - Olympique Alès - FC Girondins de Bordeaux - AS Cannes - Stade clermontois - Lyon OU - Olympique de Marseille - SO Montpellier - OGC Nice - Nîmes Olympique - AS Saint-Étienne - FC Sète - Toulouse FC |

## Classement final

### Groupe Nord
| Rang | Équipe                | Pts | J  | G  | N | P  | Bp | Bc | Diff |
| ---- | --------------------- | --- | -- | -- | - | -- | -- | -- | ---- |
| 1    | FC Rouen              | 35  | 22 | 16 | 3 | 3  | 54 | 23 | +31  |
| 2    | RC Lens               | 30  | 22 | 14 | 2 | 6  | 58 | 32 | +26  |
| 3    | Red Star Olympique    | 30  | 22 | 13 | 4 | 5  | 54 | 33 | +21  |
| 4    | Stade de Reims        | 28  | 22 | 12 | 4 | 6  | 70 | 30 | +40  |
| 5    | Lille OSC             | 28  | 22 | 14 | 0 | 8  | 69 | 37 | +32  |
| 6    | RC Paris C            | 24  | 22 | 10 | 4 | 8  | 55 | 45 | +10  |
| 7    | US Valenciennes-Anzin | 23  | 22 | 11 | 1 | 10 | 48 | 45 | +3   |
| 8    | Stade rennais UC      | 17  | 22 | 6  | 5 | 11 | 36 | 65 | -29  |
| 9    | Stade-Capitale        | 14  | 22 | 4  | 6 | 12 | 30 | 51 | -21  |
| 10   | US Le Mans            | 13  | 22 | 5  | 3 | 14 | 29 | 64 | -35  |
| 11   | Excelsior AC Roubaix  | 11  | 22 | 2  | 7 | 13 | 32 | 65 | -33  |
| 12   | Le Havre AC           | 9   | 22 | 3  | 3 | 16 | 26 | 71 | -45  |

Résultat
Abréviations
CF : Vainqueur de la Coupe de France 1944-45

### Groupe Sud
| Rang | Équipe                   | Pts | J  | G  | N | P  | Bp | Bc | Diff |
| ---- | ------------------------ | --- | -- | -- | - | -- | -- | -- | ---- |
| 1    | Lyon OU                  | 34  | 22 | 14 | 6 | 2  | 62 | 22 | +40  |
| 2    | FC Girondins de Bordeaux | 34  | 22 | 16 | 2 | 4  | 74 | 35 | +39  |
| 3    | FC Sète                  | 26  | 22 | 10 | 6 | 6  | 44 | 34 | +10  |
| 4    | Stade clermontois        | 26  | 22 | 11 | 4 | 7  | 48 | 39 | +9   |
| 5    | Olympique de Marseille   | 24  | 22 | 11 | 2 | 9  | 58 | 47 | +11  |
| 6    | Toulouse FC              | 22  | 22 | 9  | 4 | 9  | 57 | 56 | +1   |
| 7    | SO Montpellier           | 21  | 22 | 9  | 3 | 10 | 41 | 58 | -17  |
| 8    | AS Saint-Étienne         | 17  | 22 | 6  | 5 | 11 | 45 | 54 | -9   |
| 9    | OGC Nice                 | 17  | 22 | 7  | 3 | 12 | 34 | 45 | -11  |
| 10   | Nîmes Olympique          | 15  | 22 | 5  | 5 | 12 | 42 | 65 | -23  |
| 11   | Olympique Alès           | 15  | 22 | 6  | 3 | 13 | 34 | 61 | -27  |
| 12   | AS Cannes                | 13  | 22 | 5  | 3 | 14 | 27 | 50 | -23  |

Résultat

### Finale
| Finale du championnat | FC Rouen                             | 4 - 0   | Lyon OU | Stade olympique Yves-du-Manoir, Colombes |                      |
| 24 juin 1945          | Mandaluniz 22e 90e · Jacques 59e 74e | (1 - 0) |         | Spectateurs : 15 000                     | Spectateurs : 15 000 |

## Résumé de la saison
- Le groupe Nord entame la compétition en novembre, mais le groupe Sud ne retrouve le chemin des stades qu'en janvier. En plus de ces retards, le calendrier est encore perturbé par un hiver particulièrement rigoureux. Avec tous ces ennuis de calendrier, c'est presque un exploit que d'assister à la finale du championnat le 24 juin 1945.
- Autre problème posé par cette saison, la pluie de réclamations. Les clubs multiplient en effet les recours et les résultats ne sont pas officialisés à l'heure de la finale. Ainsi, cette dernière ne peut être considérée comme "officielle". La gabegie est telle, que l'almanach du football 1946 de Ce Soir Sprint présente des classements qui ne tiennent pas compte des différentes réclamations, toujours pas traitées. Ce sont ces résultats "du terrain" plus les décisions prises durant la saison qui figurent aujourd'hui dans les différents guides du football. Notons ici à titre d'exemple un point déduit sur tapis vert au RC Paris pour avoir aligné un joueur non qualifié.
- Rouen est la grande équipe de cette saison. Les Diables Rouges survolent la compétition du groupe Nord en restant leader du début à la fin de la saison avant d'écarter facilement le Lyon OU en finale. La formation alignée par Rouen est le plus fréquemment la suivante : Dambach, Duhamel, Rivière, Blondel, Besse, Magnin, Feller, Turpin, Mandaluniz, Rio et Jacques.
- La déception de la saison est le RC Lens. Cette formation fut l'une des plus brillantes depuis 1940, mais les "gueules noires" sous la direction de l'entraîneur Beaucourt sont moins efficaces cette saison. Battus une seule fois à domicile par Rouen, c'est en déplacement que les Lensois perdent pied. Seulement septièmes début février, les Lensois finissent la saison en boulet de canon et terminent deuxièmes à cinq points de Rouen.
- Le groupe Sud est plus disputé et Lyon est un vainqueur surprise. C'est seulement au bénéfice de la différence de buts que les Lyonnais accèdent en finale, laissant les Bordelais en rade. Les Girondins profitèrent pourtant de la mansuétude de la Commission du championnat qui lui accorda deux victoires sur tapis vert face à Clermont et à Cannes.